# اگر می‌دانستم یک نابغه هستم
اگر می‌دانستم یک نابغه هستم (به انگلیسی: If I Had Known I Was a Genius) فیلمی محصول سال ۲۰۰۷ و به کارگردانی دومینیک ویرچافتر است. در این فیلم بازیگرانی همچون مارکوس ردموند، ووپی گلدبرگ، کیث دیوید، شارون استون، دبرا ویلسون، تارا رید، دلا ریس، اندی ریکتر، فرنچ استوارت، دیوید دنمن و نادیا بیورلین ایفای نقش کرده‌اند.